# Солігорське водосховище
Соліго́рське водосхо́вище (біл. Саліго́рскае вадасхо́вішча) — водосховище на річці Случ біля міста Солігорськ, Солігорський район, Мінська область, Білорусь.
Водосховище утворено в 1967 році для потреб підприємства «Бєларуськалій» на місці болотного масиву. У 2002 році на водосховищі була організована Солігорська ГЕС.
- Площа поверхні становить 23,1 км².
- Довжина — 24 км,
- найбільша ширина — 2 км,
- довжина берегової лінії — 70 км.
- найбільша глибина — 4,5 м.
- Об'єм води — 55,9 млн м³.
- Середньорічний стік — 288 млн м³.
- Площа водозбору — 1793 км².

На заході впадає річка Рутка.
Улоговина сильно витягнута з північного сходу на південний захід. Береги низькі, заболочені; 40 % берегової лінії укріплено дамбами і насипами. Біля Солігорська висота берегів сягає 1-3 м. Водойма сильно заростає, проте в ній і понині водяться різні види риб.
Біля водосховища облаштована зона відпочинку.